# Fernando Eiras
Fernando Eiras (Rio de Janeiro, 1957) è un attore brasiliano.

## Biografia
Figlio del cantante e compositore Haroldo Eiras, è stato da lui presentato all'attore Zbigniew Ziembiński, che l'ha messo poi in contatto con la drammaturga Maria Clara Machado. Fernando Eiras è entrato quindi nella sua scuola di recitazione, il Teatro Tablado. Per tutti gli anni 70 è stato attivo sulle scene, recitando dapprima nelle pieces della sua insegnante e lavorando poi con Flavio Rangel e Paulo Autran. Si è cimentato con Brecht, Molière, Goethe, Shakespeare e vari drammaturghi brasiliani: inoltre si è fatto apprezzare nei musical.
Nel 1978 ha iniziato ad apparire in televisione. Tra le telenovelas a cui ha preso parte si ricordano Sinal de Alerta, Agua Viva, Pátria Minha, Dona Beija, Olho por Olho e Xica da Silva, tutte produzioni Globo. 
Nel 1995 ha recitato nel film O Mandarim, il suo primo lungometraggio, venendo diretto da Julio Bressane. Per la sua interpretazione è stato premiato come miglior attore cinematografico al Festival de Brasilia.
Nel 2001 è stato scelto nuovamente da Bressane come attore protagonista della pellicola I giorni di Nietzsche a Torino, che ha partecipato alla Mostra del Cinema di Venezia. 
Nel 2006 ha ottenuto per la seconda volta un premio al Festival de Brasilia per la sua prova nel film Incuraveis. 